# Riekophlebia crocina
Riekophlebia crocina is een haft uit de familie Leptophlebiidae. De wetenschappelijke naam van de soort is voor het eerst geldig gepubliceerd in 2009 door Christidis.
De soort komt voor in het Australaziatisch gebied.